# 巽悠衣子の「下も向いて歩こう」
『巽悠衣子の「下も向いて歩こう＼（^o^）／」』（たつみゆいこのしたもむいてあるこう）は、2016年7月1日から2019年11月29日までニコニコ生放送の「巽悠衣子チャンネル」で配信されていたインターネットラジオ動画番組。パーソナリティは巽悠衣子。全90回。

## 番組概要
巽悠衣子が単独でパーソナリティーを務める、「下を向いてネガディブだけどポジティブに頑張ろう」と始めたニコニコ生放送配信の動画番組。

### 配信時間
| 配信局                            | 配信時間                                                                        | 配信期間                      | 備考 |
| --------------------------------- | ------------------------------------------------------------------------------- | ----------------------------- | --- |
| ニコニコ生放送 巽悠衣子チャンネル | 隔週金曜 番組本編 21:30 - 22:30（無料） 有料会員向けおまけ動画 22:30 - （有料） | 2016年7月1日 - 2019年11月29日 | - 有料会員のタイムシフト視聴は、配信終了後から1週間、番組本編とおまけ動画を視聴可能 - 一般のタイムシフト視聴は、翌週月曜から1週間、番組本編のみを無料で視聴可能 |

## コーナー
巽悠衣子のアーバンスタイル
自称、都会にしか住んでいない巽が都会人なら簡単に正解するであろうクイズに挑戦するコーナー。
悠衣子おねえさんのお部屋
巽が視聴者を元気づけるコーナー。
シーサイドネットショッピング
シーサイド・コミュニケーションズで発売されている、いわゆる売れ残り商品を紹介するコーナー。
テム氏の東京ジバラめし
番組構成作家の自腹で巽に食べさせたい食べ物の提案を視聴者から募集。元ネタは東京チカラめし。
途中から構成作家の経費節減のため、放送当月が誕生月の番組スタッフが、月末の放送回にのみ自腹で買ってくる形式に変更。
アトリエゆいこ
巽が描いたイラストに対して、それが何を題材しているのかを視聴者がアンケートにて回答する。
下向き恋愛シミュレーション
巽原案で構成作家が作ったギャルゲーの答えを視聴者アンケートによるクイズ形式で出題する。ほとんど正解せず、視聴者から「クソゲー」と呼ばれた。
ゆっこの二者択一
二者択一のテーマで視聴者からアンケートを取り、賛同が多い方を実演するコーナー。
巽悠衣子のおもてなし
巽が旅館の女将となり、視聴者から募集したお客様のクレームなどに対処していくコーナー。

### 終了したコーナー
下向き日本語講座
視聴者から意味を忘れてしまったことわざ・慣用句を募集し、巽が解説する。

## エピソード
- 初回放送（2016年7月1日）は、21:00よりニコニコ公式生放送にて行われた。
- 第7回放送（2016年9月23日）は、ニコニコ公式生放送にて、「生誕祭スペシャル」として巽の誕生日を祝した。
- 第12回放送（2016年12月2日）は、番組初のゲストとして、きくらげを迎えて放送された。
- 第13回放送（2016年12月16日）は、人類初のゲストとして、金元寿子を迎えて放送された。
- 第14回放送（2016年12月30日）は、年末企画として、ナゲット108個を巽と番組スタッフが完食した。なお、画面にはカウンターが表示されていた。
- 第28回放送（2017年7月14日）は、番組1周年記念放送として、人類2人目のゲスト徳井青空を迎えて放送された。また、シーサイド・コミュニケーションズのスタジオ『Y's studio』が初お披露目された。
- 第41回放送（2017年12月29日）は、年末企画「巽悠衣子の煩悩メシ」として、餃子108個を巽と番組スタッフが完食した。
- 第55回放送（2018年9月7日）は、人類3人目のゲストに、写真集「通り雨...。」を発売した諏訪彩花を迎えて放送された。
- 第64回放送（2018年12月28日）は、年末企画「巽悠衣子の煩悩メシ」として、焼き鳥108本を巽と番組スタッフが完食した。
- 第72回放送（2019年4月19日）は、平成最後のジバラメシファイナルとして、番組スタッフが巽に食べさせたいものを持ち寄った。
- 第78回放送（2019年6月21日）は、人類4人目のゲストに赤尾ひかるを迎えて放送された。
- 第84回放送（2019年9月6日）は、人類5人目のゲストに高田憂希を迎えて放送された。
- 第90回放送（2019年11月29日）は、番組最終回の企画として、巽と番組スタッフが好きな食べ物90個を持ち寄り、放送終了までに完食した。また、巽がほとんど使っていないノンフライヤーが抽選で視聴者に贈られた。

## イベント
巽悠衣子生誕祭〜ウルトラハッピーバースデイ〜
- 開催日 - 2016年9月17日[2]
- 会場 - 科学技術館サイエンスホール

巽悠衣子のミラクルトークフェスティバル2017
- 開催日 - 2017年3月4日[3]
- 会場 - 科学技術館サイエンスホール

巽悠衣子生誕祭〜プレミアムハッピーバースデー〜
- 開催日 - 2017年9月17日[4]
- 会場 - ニッショーホール

## 関連商品
※公式ネットショップは『シーサイドSHOP（巽悠衣子の「下も向いて歩こう＼（^o^）／）』を参照。
| 販売日   | グッズ名                                                               |        |        |
| 2016年   | 2016年                                                                 | 2016年 | 2016年 |
| -------- | ---------------------------------------------------------------------- | ------ | ------ |
| 9月17日  | 巽悠衣子オリジナルフォトアルバム                                       |        |        |
| 9月17日  | 巽悠衣子生誕祭Tシャツ                                                  |        |        |
| 9月17日  | 巽悠衣子生誕祭トートバッグ                                             |        |        |
| 9月17日  | 巽悠衣子生誕祭スマホスタンド                                           |        |        |
| 9月17日  | 巽悠衣子生誕祭パスケース                                               |        |        |
| 9月17日  | 巽悠衣子生誕祭アクリルキーホルダー                                     |        |        |
| 12月10日 | 巽悠衣子の下も向いて歩こう＼（^o^）／エコカイロ                        |        |        |
| 2017年   |                                                                        |        |        |
| 3月4日   | 巽悠衣子と行くワクワクパラダイス〜小さい秋み〜つけた♪〜DVD             |        |        |
| 3月4日   | ミラクルトークフェスTシャツ                                            |        |        |
| 3月4日   | ミラクルトークフェストート&ハート缶バッジセット                        |        |        |
| 3月4日   | 悠衣子おねえさん愛用メガネケース                                       |        |        |
| 3月4日   | ミラクルトークフェスティッシュBOX                                      |        |        |
| 8月11日  | 巽悠衣子と行くパクパクグルメツアー DVD                                 |        |        |
| 9月17日  | 【DVD付】巽悠衣子オリジナルフォトアルバム2                             |        |        |
| 9月17日  | 巽悠衣子生誕祭〜プレミアムハッピーバースデー〜プレミアムTシャツ        |        |        |
| 9月17日  | 巽悠衣子生誕祭〜プレミアムハッピーバースデー〜プレミアムキーホルダー   |        |        |
| 9月17日  | 巽悠衣子生誕祭〜プレミアムハッピーバースデー〜ゆっこのパクパクプレート |        |        |
| 9月17日  | 巽悠衣子生誕祭〜プレミアムハッピーバースデー〜プレミアムパスケース     |        |        |
| 12月9日  | ゆっこのこぼれいくら手ぬぐい                                           |        |        |